# Киреенко, Василий Иосифович
Васи́лий Ио́сифович Кирее́нко (1910―1965) ― советский психолог, доктор педагогических наук, профессор, академик Академии педагогических наук РСФСР, главный ученый секретарь АПН РСФСР.

## Биография
Родился 9 мая 1910 года в деревне Плоское Смоленской губернии.
В 1929 году окончил педагогический техникум, работал учителем в сельской школе. В 1936 году окончил факультет естествознания Смоленского педагогического института имени К. Маркса. В 1939 году поступил в аспирантуру НИИ психологии в Москве.
В годы Великой Отечественной войны мобилизован на фронт, воевал на Калининском и Западных фронтах, был начальником штаба и командиром артиллерийского дивизиона. После второго ранения майор Киреенко возглавил учебную часть, где готовили артиллеристов, корректировщиков огня, топографов. Награждён двумя орденами и медалью «За отвагу».
После войны завершил учебу в аспирантуре и в 1950 году защитил кандидатскую диссертацию. Преподавал доцентом на кафедре психологии Калининского педагогического института.
В 1950 году назначен ректором Ставропольского педагогического института иностранных языков, там же заведовал кафедрой педагогики и психологии.
В 1955 году успешно защитил докторскую диссертацию. С 1957 года работает сначала проректором, с 1959 года директором, а с 1961 года ректором и заведующим кафедрой психологии Ставропольского государственного педагогического института. В 1964 году стал главным ученым секретарём Академии педагогических наук РСФСР.
Умер 8 апреля 1965 года в Москве.

## Вклад в науку
Занимался исследованием психологии способностей человека, разработал оригинальную методику экспериментального исследования способностей, например, к рисованию и живописи.